# 茨木千提寺パーキングエリア

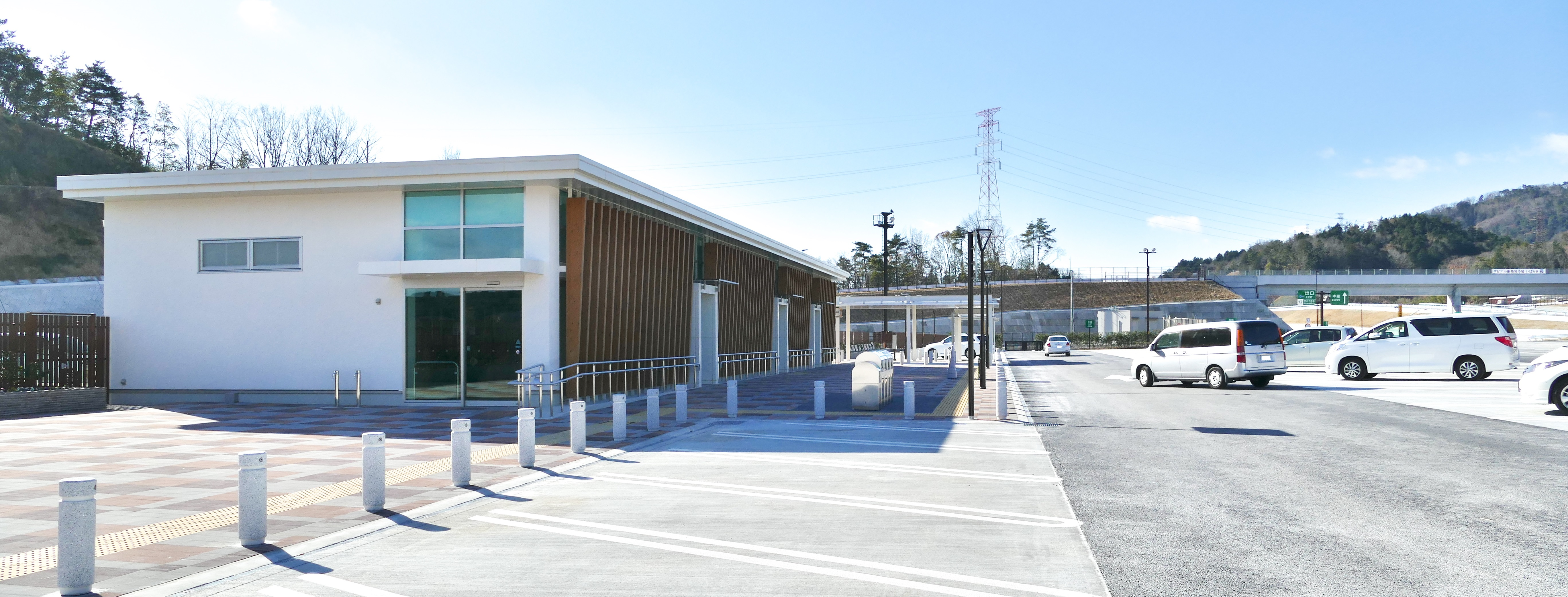
下り施設

茨木千提寺パーキングエリア（いばらきせんだいじパーキングエリア）は、大阪府茨木市にある新名神高速道路のパーキングエリアである。
茨木千提寺ICを併設しており、当PAの利用後にICへの流出が可能だが、逆のICから進入後の当PA利用はできない。

## 道路
- E1A 新名神高速道路

## 歴史
- 2017年（平成29年）
  - 9月1日 : PA名称が「茨木北PA（仮称）」から「茨木千提寺PA」に正式決定[2]。
  - 12月10日 : 高槻JCT/IC - 川西IC間開通に伴い、供用開始[3]。

## 施設
トイレと休憩所・情報コーナーなどが建物内に設置されている。売店は設置されていないが、将来売店を建てるスペースは用意されている。

### 上り線（名古屋方面）
- 駐車場
  - 大型 78台
  - 小型 32台
  - 二輪 4台
- トイレ
  - 男性 大5・小4
  - 女性 8
  - 障害者 2
- 自動販売機

### 下り線（神戸方面）
- 駐車場
  - 大型78台
  - 小型32台
  - 二輪4台
- トイレ
  - 男性 大5・小4
  - 女性 8
- 自動販売機

## 隣
E1A 新名神高速道路
(11)高槻JCT/IC - (12)茨木千提寺IC/PA - (13)箕面とどろみIC